# George Armstrong Custer
George Armstrong Custer (n. 5 decembrie 1839, New Rumley⁠(d), Rumley Township⁠(d), Ohio, SUA – d. 25 iunie 1876, Montana, SUA) a fost un ofițer al armatei Statelor Unite și comandant de cavalerie în timpul Războiul Civil American și pe parcursul războaielor ameridiene.
Custer a absolvit cursurile academiei militare West Point în 1861, fiind printre ultimii din clasă, dar în momentul în care războiul civil a început, toți ofițerii instruiți au fost chemați la arme. Pe parcursul conflictului, acesta a lucrat împreună cu generalul George B. McClellan și cu viitorul general Alfred Pleasonton⁠(d), amândoi recunoscându-i calitățile de lider de cavalerie, motiv pentru care promovat la rang de general de brigadă la vârsta de 23 de ani. La doar câteva zile după promovare, acesta ia parte la operațiunile militare desfășurate în cadrul bătăliei de la Gettysburg unde comanda brigada de cavalerie Michigan⁠(d) și, cu toate că era depășit numeric, a înăbușit atacul lui J. E. B. Stuart⁠(d) pe câmpul de luptă cunoscut azi sub denumirea de East Cavalry Field⁠(d). În 1864, Custer ia parte la campania militară Overland⁠(d) și participă alături de armată lui Philip Sheridan la conflictele din valea Shenandoah⁠(d) unde înving trupele lui Jubal Early⁠(d) în bătălia de la Cedar Creek⁠(d). Divizia sa blochează retragerea armatei din Virginia de Nord⁠(d) și are loc prima capitulare a forțelor confederate. Custer a fost prezent la capitularea de la Appomattox când Robert E. Lee s-a predat lui Ulysses S. Grant.
După război, Custer a fost numit locotenent colonel în armată și a fost trimis spre vest să lupte în conflictele cu ameridienii. Pe 25 iunie 1876, în timp ce conducea cel de-al 7-lea regiment de cavalerie⁠(d) în Bătălia de la Little Bighorn din teritoriul Montana împotriva unei coaliții de triburi ameridiene, a fost ucis alături de toate cele cinci companii pe care le conducea după împărțirea regimentului în trei batalioane. Acest eveniment este denumit „Custer's Last Stand” (în română Ultima redută a lui Custer).
Sfârșitul său dramatic a fost la fel de controversat ca întreaga sa carieră, iar viața și cariera sa rămâne foarte controversate. Legenda lui Custer a fost parțial fabricată chiar de el însuși prin jurnalismul său cuprinzător și posibil de declarațiile soției sale Elizabeth Bacon Custer⁠(d) după ce a rămas văduvă.